# Suncus etruscus
Suncus etruscus là một loài động vật có vú trong họ Chuột chù, bộ Soricomorpha. Loài này được Savi mô tả năm 1822. Đây là loài động vật có vú có trọng lượng nhỏ nhất, cân nặng trung bình chỉ 1,8 gram. (loài dơi craseonycteris thonglongyai được coi là động vật có vú nhỏ nhất theo kích thước hộp sọ và chiều dài cơ thể.)
Loài chuột chù này có chiều dài cơ thể khoảng 4 cm không bao gồm đuôi. Nó có đặc điểm là di chuyển rất nhanh và trao đổi chất nhanh, ăn khoảng 1,5–2 lần trọng lượng cơ thể của chính nó mỗi ngày. Nó ăn các động vật có xương sống và không xương sống nhỏ khác nhau, chủ yếu là côn trùng, và có thể săn các cá thể có cùng kích thước với chính nó. Loài chuột chù này thích khí hậu ấm áp và ẩm ướt và phân bố rộng rãi trong vành đai từ vĩ độ 10 ° đến 30 ° B kéo dài từ châu Âu và Bắc Phi lên đến Malaysia. Chúng cũng được tìm thấy ở các đảo Maltese, nằm ở giữa biển Địa Trung Hải. Mặc dù phổ biến rộng rãi và không bị đe dọa về tổng thể, chúng thường không phổ biến và có nguy cơ tuyệt chủng ở một số quốc gia.

## Phân phối
Loài chuột chù này sinh sống trên một vành đai kéo dài giữa 10 ° và 40 ° N trên Eurasia. Ở Nam Âu, nó đã được tìm thấy ở Albania, Bosnia và Herzegovina, Bulgaria, Croatia, Cyprus, Pháp, Bắc Macedonia, Malta, Montenegro, Hy Lạp, Ý, Bồ Đào Nha, Slovenia, Tây Ban Nha và Thổ Nhĩ Kỳ, với các báo cáo chưa được xác nhận ở Andorra, Gibraltar và Monaco; nó đã được du nhập bởi con người đến một số hòn đảo ở Châu Âu, chẳng hạn như quần đảo Canary.
Loài chuột chù này cũng xuất hiện ở Bắc Phi (Algeria, Ai Cập, Libya, Morocco, Tunisia) và xung quanh Bán đảo Ả Rập (Bahrain, Israel, Jordan, Lebanon, Oman, Syria, và Yemen bao gồm Socotra). Ở Châu Á, nó được quan sát thấy ở Afghanistan, Azerbaijan, Bhutan, Trung Quốc (chỉ huyện Cảnh Mã), Myanmar, Gruzia, Ấn Độ, Iran, Iraq, Kazakhstan, Lào, Malaysia (Malaysia một phần của Borneo đảo), Nepal, Pakistan, Philippines, Sri Lanka, Tajikistan, Thái Lan, Thổ Nhĩ Kỳ, Turkmenistan và Việt Nam. Có những báo cáo chưa được xác nhận về loài chuột chù Etruscan ở Tây và Đông Phi (Guinea, Nigeria, Ethiopia) và ở Armenia, Brunei, Indonesia, Kuwait và Uzbekistan.
Nhìn chung, loài này phổ biến rộng rãi và không bị đe dọa, nhưng mật độ của chúng nói chung thấp hơn so với các loài chuột chù khác sống trong khu vực. Ở một số vùng, nó rất hiếm, đặc biệt là ở Azerbaijan, Gruzia (được đưa vào Sách đỏ), Jordan và Kazakhstan (Sách đỏ).

## Hành vi
Loài này có tầm nhìn kém nên chúng chủ yếu định vị con mồi thông qua bộ râu rất nhạy cảm của nó. Chúng có tốc độ săn mồi rất nhanh, chỉ mất vài trăm mili giây để có thể giết chết con mồi sau khi đưa chúng vào tầm ngắm.
Do kích thước nhỏ và hậu quả là tỷ lệ diện tích bề mặt trên thể tích cao, loài chuột chù này có nguy cơ bị hạ thân nhiệt liên tục và sẽ nhanh chóng chết cóng nếu không có quá trình trao đổi chất cực nhanh. Cơ xương của nó co lại với tốc độ khoảng 13 lần cơn co/giây trong quá trình hô hấp. Vào mùa lạnh và khi thiếu thức ăn, chuột chù hạ nhiệt độ cơ thể xuống khoảng 12 °C và đi vào trạng thái ngủ đông tạm thời để giảm tiêu thụ năng lượng. Sự phục hồi từ trạng thái này đi kèm với hiện tượng rùng mình với tần số 58 cơn co cơ/giây. Điều này tạo ra sự sưởi ấm với tốc độ lên đến 0,83 °C / phút, là một trong những giá trị cao nhất được ghi nhận ở động vật có vú; nhịp tim tăng theo cấp số nhân với thời gian từ 100 đến 800–1200 nhịp/phút, và nhịp hô hấp tăng tuyến tính từ 50 đến 600–800 nhịp/phút.
Loài này ngủ đông vào mùa Đông, lúc đó độ dày vỏ não của chúng thấp hơn khoảng 10% so với mùa hè, gọi là hiện tượng Dehnel. Tế bào thần kinh trong vỏ não somatosensory ở loài này có nhu cầu chuyển hóa năng lượng cao nhất, và sẽ giảm 28% độ dày vào mùa đông, trong khi độ dày của các lớp con khác có sự thay đổi không đáng kể.

## Hình ảnh

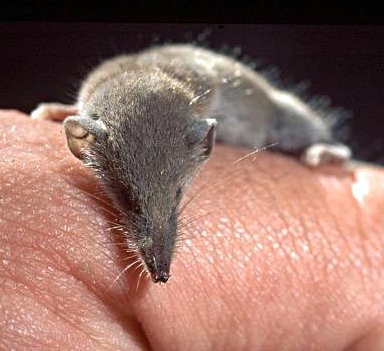
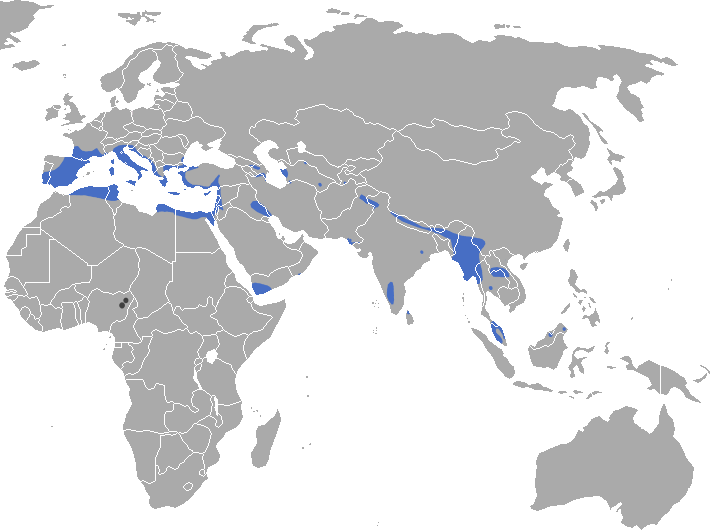
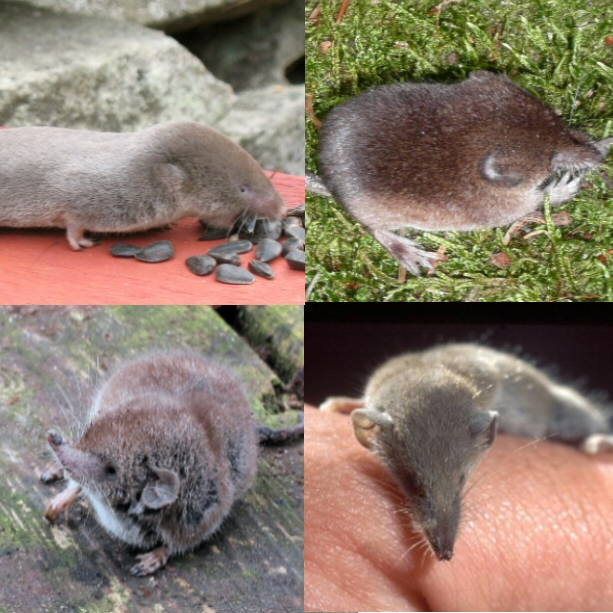
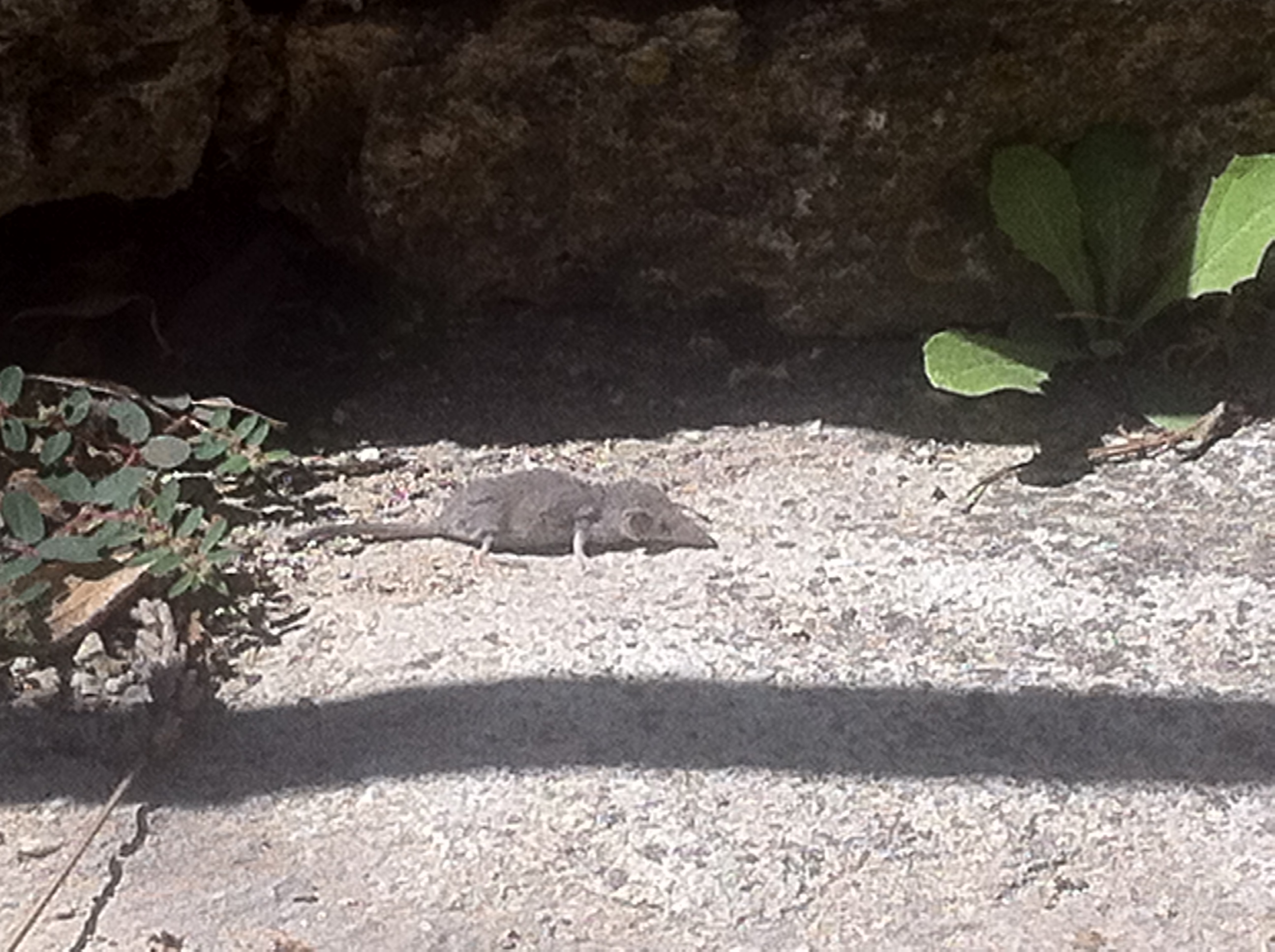